# François-Marie de Lorraine
Ne doit pas être confondu avec François-Louis de Lorraine.
François-Marie de Lorraine (4 avril 1624 - 19 janvier 1694), prince de Lillebonne, duc de Joyeuse,  est un noble français membre de la Maison de Lorraine-Guise.

## Biographie
Quatrième et plus jeune fils de Charles de Lorraine, duc d'Elbeuf, et  Catherine-Henriette de Bourbon, fille légitimée d'Henri IV de France et de Gabrielle d'Estrées, il reçoit le titre de comte puis de prince de Lillebonne.
Membre de la Maison de Guise fondé par Claude de Lorraine, duc de Guise, il est prince de Lorraine en tant que descendant mâle de René II, duc de Lorraine. À la cour de France, comme les membres de sa famille Lorraine, il a le statut de Prince étranger, rang qui était inférieur à celui de la famille royale immédiate et des princes du sang, mais le reconnaissait comme membre d'une famille régnante et lui conférait le titre d'Altesse.
Ses cousins paternels comprennent le chevalier de Lorraine (amant de Philippe d'Orléans) et le comte d'Armagnac tandis que ses cousins maternels incluent Louis XIV et ledit duc d'Orléans.
Il est capitaine de cavalerie dans un régiment du cardinal Mazarin. Il  sert dans la guerre de Trente Ans en prenant part au siège de Lérida en 1644 et l'année suivante, lors de la bataille de Nördlingen dans laquelle il est blessé (son frère Charles III, duc d'Elbeuf a également servi dans cette bataille). Bon officier, il combat ensuite contre l'Espagne avant le mariage entre Louis XIV et Marie-Thérèse d'Autriche, mariage qui  cimente la paix entre les deux nations.
Il se marie deux fois, d'abord le 3 septembre 1658 avec Christine d'Estrées, fille de François-Annibal d'Estrées. Celle-ci meurt en décembre 1658, ne laissant aucun descendant à son mari. Il se remarie le 7 octobre 1660 à l'abbaye Saint-Pierre de Montmartre avec sa cousine Anne-Élisabeth de Lorraine, fille de Charles IV, duc de Lorraine, et de Béatrice de Cusance. Comme cadeau de mariage, le duc de Lorraine donne à sa fille l'Hôtel de Beauvau, rebaptisé plus tard l'Hôtel de Lillebonne, à Nancy. 
Son beau-frère est Charles-Henri de Lorraine, prince de Vaudémont, fils de Charles IV, duc de Lorraine, et de son épouse secrète, Béatrix de Cusance.
Son fils aîné, le prince de Commercy, meurt au combat en 1702 ; sa fille aînée, Béatrice-Hiéronyme, est abbesse de la prestigieuse abbaye de Remiremont. Son autre fille survivante, Élisabeth-Thérèse, épouse Louis Ier de Melun, prince d'Épinoy.
Il meurt à Paris à l'âge de soixante-neuf ans. Sa femme lui survit pendant vingt-six ans.

## Descendance
- Charles-François (11 juillet 1661 - 15 août 1702), prince de Commercy, mort à la bataille de Luzzara à Crémone, Sans descendance ;
- Béatrice-Hiéronyme, mademoiselle de Lillebonne, abbesse de Remiremont (1er juillet 1662 au 9 février 1738), Sans descendance ;
- Thérèse (12 mai 1663 - 17 sept. 1671) ;
- Marie-Françoise de Lorraine (28 mai 1666 - 10 mai 1669) ;
- Élisabeth-Thérèse, mademoiselle de Commercy (5 avril 1664 - 7 mars 1748), qui épouse Louis Ier de Melun, dont - Louis II de Melun et - Anne-Julie-Adélaïde de Melun, princesse de Rohan-Soubise ;
- Sébastienne (19 avril 1667 - 15 août 1669) ;
- Jeanne-Françoise (6 septembre 1668 - 1680) ;
- Henri-Louis (26 octobre 1669 - 17 mars 1670) ;
- Jean-Paul (10 juin 1672 - 29 juillet 1693), mort à la bataille de Landen.